# Gajowa (Góry Orlickie)
Gajowa (700 m n.p.m.) — szczyt w Sudetach Środkowych, w Górach Orlickich, w województwie dolnośląskim.

## Położenie
Szczyt położony jest w bocznym ramieniu Gór Orlickich odchodzącym od Jelenia, przez Kozią Halę w kierunku centrum Dusznik-Zdroju. Zbudowany jest z piaskowców i prawie w całości porośnięty lasami świerkowymi i mieszanymi, porozdzielanymi polanami. Góra położona jest w granicach administracyjnych Dusznik-Zdroju.

## Historia
Gajowa od dawna była ulubionym celem wycieczek kuracjuszy z Dusznik-Zdroju, była w tym celu specjalnie zagospodarowana. Oplatała ją gęsta sieć ścieżek spacerowych, a na grzbiecie znajdowała się altana widokowa, z której roztaczała się panorama uzdrowiska. Pod szczytem zaczynał się tor saneczkowy, później bobslejowy, prowadzący w kierunku Dusznik-Zdroju. Na północny zachód od szczytu wznosiły się zabudowania o tej samej nazwie co góra, który wyludnił się po 1945 roku. Pod koniec lat 80. XX wieku na Jamrozowej Polanie zbudowano duży, dobrze wyposażony ośrodek narciarstwa klasycznego, biathlonu oraz urządzenia sportowe z zapleczem hotelowo-treningowym.

## Szlaki turystyczne
Południowo-wschodnim podnóżem Gajowej przechodzi szlak turystyczny:
- prowadzący z Dusznik-Zdroju do Zieleńca.